# BTR-70
BTR-70是一款苏联八轮军用装甲输送车，由高尔基汽车厂制造，1972年开始投入使用。车重11.5吨，长7.56米，宽2.80米，高2.32米，驾驶员3人，载人7人，装有KPV重机枪和PK通用机枪。
1. ↑  . Janes Information Group. 2001. ISBN 978-0710623096.